# Luxury Liner (filme)
Luxury Liner (bra: Transatlântico de Luxo) é um filme estadunidense de 1948, dos gêneros de comédia musical e romance, produzido pela Metro-Goldwyn-Mayer em Technicolor. Foi dirigido por Richard Whorf, e escrito por Richard Connell, Karl Kamb e Gladys Lehman.
O longa-metragem foi um sucesso comercial para a MGM, lucrando 2,297 milhões de dólares nos Estados Unidos e no Canadá, e 1,831 milhões internacionalmente.

## Elenco
- George Brent como capitão Jeremy Bradford
- Jane Powell como Polly Bradford
- Lauritz Melchior como Olaf Eriksen
- Frances Gifford como Laura Dene
- Marina Koshetz como Zita Romanka
- Xavier Cugat como ele mesmo
- Thomas E. Breen como Denis Mulvy
- Richard Derr como Charles G.K. Worton
- John Ridgely como Chief Officer Carver
- Connie Gilchrist como Bertha
- The Pied Pipers como eles mesmos